# Лимнады
Лимна́ды (др.-греч. Λιμνάδες; другие названия: Лимнати́ды (др.-греч. Λιμνατιδες), Леймени́ды (др.-греч. Λειμενίδες)) — в греческой мифологии нимфы, прообразы наяд, обитавшие в основном в пресноводных водоёмах, исключая реки и ручьи.

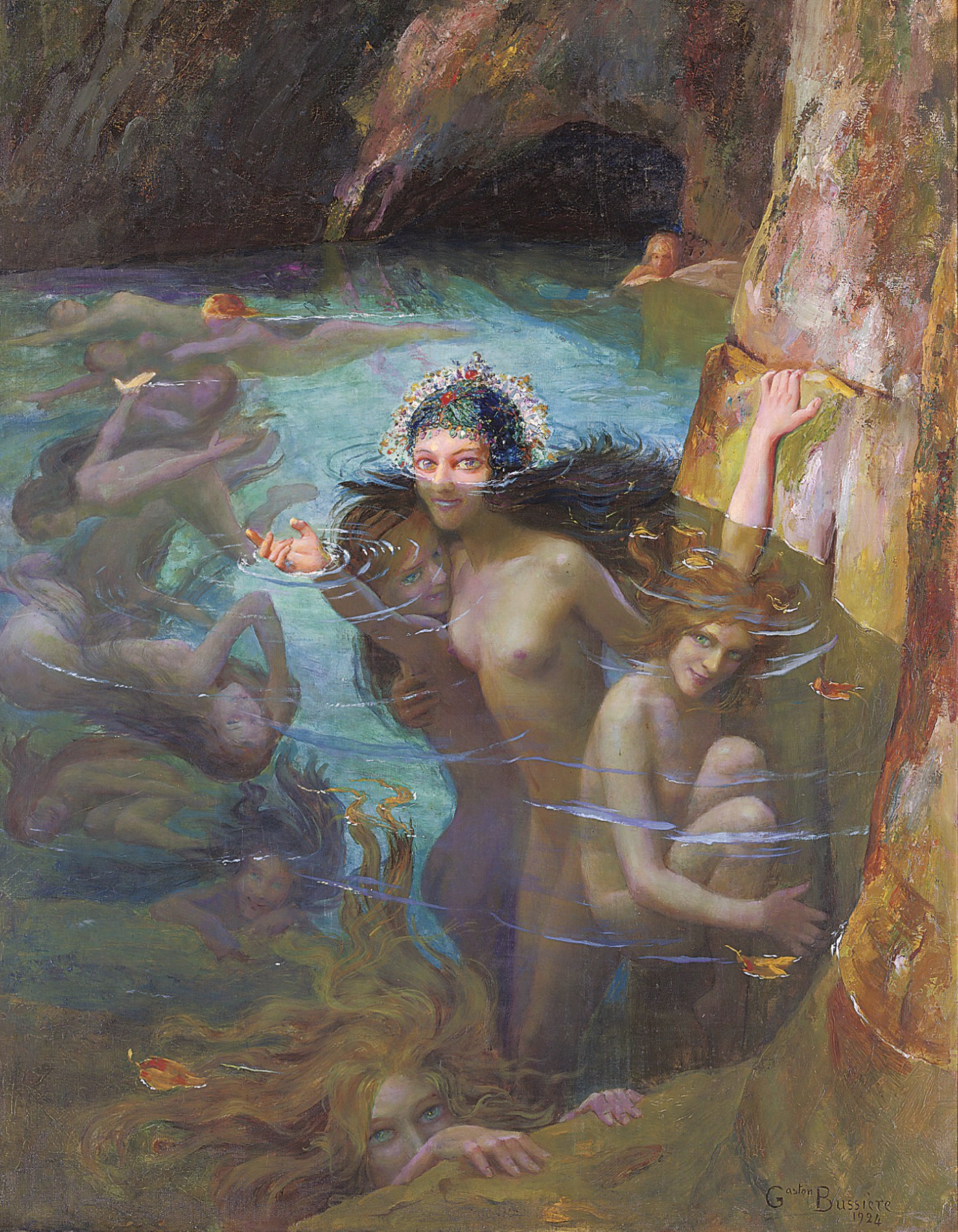
Гастон Бюссьер. Морские нимфы в пещере. 1924

## Мифология
Лимнады — малоизвестные существа. Они нимфы озёр, прудов и болот, реже — лугов, живут преимущественно в застоявшихся водах. Их родители — боги рек и озёр.
Лимнады обладают необычной внешностью. Лицо прозрачно-салатного оттенка, кожа бархатистая, светится изнутри. У них большие тёмно-зелёные глаза, полные губы и светящиеся зубы с изумрудным оттенком. Эти нимфы обладают лапами, похожими на лягушачьи, с перепонками. Тонкие венки из лилий и кувшинок обхватывают обнажённую талию и запястья. Точно таким же венком увенчана и голова лимнад. Питаются они в основном амброзией и обладают способностью всегда оставаться красивыми и молодыми.
Хотя они занимают более низкое место в божественной иерархии, тем не менее они допущены на Олимп и почитаются смертными. Лимнады, как и многие нимфы, долговечны, однако они не бессмертны и их можно убить.
В тёмное время суток лимнады выходят на прогулку, освещая свой водоём огоньками. Яркие огоньки во тьме манят одиноких путников, однако приближаться к ним опасно, поскольку лимнады для своих прогулок часто выбирают глубокие места и трясины. Считалось, что эти нимфы способны читать души людей и принимать обличие их любимых, чтобы напасть и съесть человека.

## Классификация
Приведённый ниже список включает лишь некоторые типы и имена лимнад. В действительности их разнообразие далеко не ограничивается этим перечнем.
- Астакиды (Αστακίδες) — нимфы озера Астакос в Вифинии[3].
- Болба (Βόλβη) — нимфа озера в Фессалии с тем же названием (Болба); дочь Океана и Тефиды; из-за своего происхождения также причисляется к океанидам.
- Лимнея (Λιμναία) — дочь индийского речного бога Ганга.
- Салмакида (Σαλμακίς) — нимфа, возлюбленная Гермафродита, слившаяся с ним в одно существо[4].
- Тритонида (Τριτονίς) — нимфа одноимённого солёного озера в Ливии, в Северной Африке, по неканонической версии мать богини Афины.